# Ириней (Винарт)
Архимандри́т Ирине́й (фр. Archimandrite Irénée, в миру Луи́ Жозе́ф Мари́ Шарль Вина́рт, фр. Louis Joseph Marie Charles Winnaert; 4 июня 1880, Дюнкерк — 3 марта 1937, Париж) — священник Русской православной церкви (в последние месяцы жизни). Его община, принятая в общение с Московским Патриархатом в декабре 1936 года, положила начало православия западного обряда в Европе.

## Биография
Был крещён в римско-католической церкви. В 1899—1905 годы изучал богословие в Лилльском католическом университете. В 1905 году он стал католическим священником. Будучи назначенным в Париж для прохождения приходского служения, он знакомится здесь с представителями католического модернизма и проникается их идеями. Он также сближается с христианско-демократическим движением «Sillon» Марка Санье, который вскоре был осуждён Ватиканом. В 1910 году Винарт открывает церковь Святого Павла в парижском пригороде Вирофле и разворачивает здесь активную работу по возрождению общинной и литургической жизни.
В годы Первой мировой войны Луи Винарт из-за плохого здоровья не был мобилизован. Он продолжал служить на своем приходе. Однако события военных лет привели его к глубокому внутреннему кризису, результатом которого стал его отказ от приходского служения в июне 1918 года. В своей брошюре «К свободному католицизму» (Vers un libre catolicisme) Винарт выступил за устранение Filioque из Символа веры, восстановление эпиклезы в евхаристическом каноне и возврат к практике причащения под двумя видами. Он также упрекал Римскую Церковь в том, что она стала скорее наследницей Римской империи, нежели Древней Соборной Церкви. Луи Винарт идейно приближался к православию, однако в те годы он ещё полагал, что Поместные Православные Церкви являются исключительно восточными и национальными, чуждыми французской и западноевропейской культуре.
Луи-Шарль Винарт не смог вынести отказа от либеральных идей в своей Церкви и запрета социального церковного движения «Сантье». В марте 1919 года Парижский католический архиепископ запрещает Винарта в священнослужении. Вскоре через своего друга Вильфрида Монода Винарт получает предложение занять место протестантского пастора в Иври-сюр-Сен. Он принимает это предложение. Однако сухость протестантского богослужения, отсутствие привычного храмового убранства не устраивают Винарта. Он старается насколько возможно обогатить протестантский культ. В то же время протестантские церковные власти настаивают на том, что Винарт получил возложение рук и стал полноправным пастором. Однако он отказался от этого, считая, что уже имеет апостольское преемство в силу совершенной над ним в Католической Церкви хиротонии.
В 1920 году Винарт прекращает свое служение в протестантской церкви. После этого епископ Северо-Европейского диоцеза Англиканской Церкви разрешил ему служить мессу в англиканском храме Святого Георгия на улице Огюста Вакьюри в Париже. Винарт пытается создать чисто французский приход в составе Англиканской Церкви, но вновь не находит поддержки у высшего церковного руководства. Тогда он начинает переговоры с архиепископом Утрехта о своём возможном переходе в Старо-Католическую Церковь, но и здесь получает отказ. Вскоре Луи Винарт установил контакт со Свободной Католической Церковью, которую он тогда считал английской ветвью Старо-Католической Церкви. В результате его хиротонию возглавил Джеймс Ингэлл Уэджвуд. При этом Уеджвуд не рассматривал епископа Винарта как члена своей иерархии. Вскоре, узнав о теософских симпатиях Свободной Католической Церкви, Винарт разрывает связь и с этой конфессией и создает независимую Католико-Евангелическую Церковь с центром в Париже. По свидетельству митрополита Евлогия, в эту церковь входило пять приходов, расположенных на территории трех стран: Франции, Бельгии и Голландии.
В 1920-е годы Винарт заинтересовался православием. К тому времени уже был сделан перевод литургии на французский язык, в Париже существовал небольшой франкоязычный православный приход, где настоятельствовал иеромонах Лев (Жилле), перешедший в православие из католичества; с 1925 года действовало и Братство святого Фотия, заинтересованное в распространении православия среди французов, куда входили Владимир Лосский, Леонид Успенский и Николай Полторацкий, Евграф и Максим Ковалевские. В 1927 году Винарт познакомился с членами Братства святого Фотия, а в 1929 году — с иеромонахом Львом (Жиле). Постепенно глава «Католико-евангелической церкви» пришёл к мысли о переходе в православие, но так, чтобы сохранить западный богослужебный обряд. В течение нескольких лет иеромонах Лев общался с уже больным Винаром, предоставляя ему основную православную литературу, отвечая на его сомнения и вопросы, подолгу беседуя с ним.
В июне 1930 года в возрасте пятидесяти лет Винар, к тому времени тяжело больной уремией и передвигавшийся с трудом, совершил соблазнительный для многих людей из его окружения поступок — он вступил в брак со своей прихожанкой Иоанной Бард, которая была младше его на 27 лет. Это вызвало серьёзные разногласия среди последователей Винара. Ни один из подчинённых ему священнослужителей не согласился совершить венчание; так, священник Люсьен Шамбо отказался от этого, «почитая союз этот противным здравому смыслу, приличию и церковным канонам». В результате брак был заключён другом Винарта, протестантским пастором Вильфридом Монодом. Община Винарта в итоге уменьшилась примерно наполовину.
Тем не менее, желание присоединиться к православию у него не исчезло. Около 1932 года Винарт пытался присоединиться к Западноевропейскому экзархату во главе с митрополитом Евлогием (Георгиевским). Иеромонах Лев (Жилле) настойчиво пытался убедить митрополита Евлогия (Георгиевского) в полном православии общины Винара. В рапорте 1934 года он доказывал перед комиссией Свято-Сергиевского института полноценность вероисповедания епископа Винара. В прошении о присоединении общины к Православной Церкви архимандрит Лев писал: «исповедуя православную веру и стараясь адаптировать её формы к мышлению и потребностям Запада, Евангельская католическая Церковь (окончательное название общины Винара) отдаёт себе отчёт в том, что ни в чём не отходит от восточного Православия». Таким образом, отец Лев Жилле с осторожностью защищает создание «французской епархии, которая могла бы стать основой будущей Французской Православной Церкви».
Комиссия Свято-Сергиевского института в лице священников Николая Афанасьева, Сергия Булгакова, Кассиана (Безобразова), а также профессоров Антона Карташёва и Василия Зеньковского положительно отнеслась к этому предложению. Дело им виделось в двойной перспективе — и как экуменическое, и как миссионерское создание Православной западной Церкви должно было стать «первым шагом в соединении христианского Запада и Востока».
Тем не менее Константинопольский Патриархат не согласился принять общину, поскольку она не существовала как каноническое объединение верующих. Кроме того, от Винарта потребовали отречения от епископского сана. Не были признаны как действительные совершенные им таинства рукоположения и миропомазания. Самое главное, ему не было разрешено служение другой литургии, кроме как литургии Иоанна Златоуста. Возможность использования древних текстов галльской литургии была главным пунктом аргументации отца Льва и потому он вместе с Луи-Шарлем Винартом не посчитал возможным принять условия Константинопольского Патриархата.
При помощи Евграфа Ковалевского и Владимира Лосского он обратился в Московский Патриархат. После рассмотрения всех поступивших сведений Московская Патриархия во главе с Патриаршим Местоблюстителем митрополитом Сергием (Страгородским) отметила, что структура, созданная Винартом, приемлет предание относительно таинств, иерархии, почитания Божией Матери, святых и икон. Римские новшества, в том числе «филиокве» здесь осуждались. При этом, в отличие от протестантов, в «Католико-евангелической церкви» признавался авторитет Священного Предания. Последователи Винарта безоговорочно осуждали оккультизм, теософию и антропософию. Богослужение велось на французском языке, внешне устройство храмов было католическим за исключением замены статуй на иконы. Основой литургии была изменённая латинская месса. Эпиклесис был усилен особой молитвой Святому Духу с призывом благословить и освятить Дары, причастие преподавалось под двумя видами, были добавлены некоторые ектении. Московская Патриархия признавала допустимость обрядовых различий, но опасалась широких жестов, могущих вызвать недовольство в других Поместных Церквах, поэтому, по мнению московского священноначалия, чинопоследования таинств не должны принципиально отличаться от принятых православным миром. Было принято решение не признавать архиерейскую хиротонию Винарта так как официального признания старокатолических хиротоний в Российской Церкви не было. Таким образом, епископство Винарта было признано незаконным. В итоге решено было принимать его в качестве священника, то есть в той степени священства, которую Винарт получил в Римо-Католической Церкви
За брак после хиротонии в соответствии с 6-м правилом Трулльского собора Винарта следовало лишить сана, однако в Московской Патриархии рассудили, что «Винарт вступал в брак вне Церкви и блуждая в межцерковном пространстве», а потому «могло произойти замутнение важности жизни по канонам». Для него сделали исключение в соответствии с 3-м правилом Трулльского собора, по которому лица, вступившие в брак после хиротонии до 15 января 691 года и нарушившие закон по незнанию, оставались в своих степенях при условии развода и без надежды на получение следующей степени священства. Сам Винарт заявил о готовности развестись.
16 июня 1936 года Заместитель Патриаршего Местоблюстителя митрополит Сергий (Страгородский) и Временный Патриарший Синод при нём по ходатайству братства святителя Фотия издали указ № 1249, в котором было оговорено, как будут приняты в Православие Винарт и его последователи.
Сам Винарт находился на грани жизни и смерти, в конце ноября 1936 года он перенёс тяжёлый приступ уремии, что ускорило решение вопроса о его приёме. 1 декабря 1936 года священник Михаил Бельский принял Винарта в православие в сане иерея. Будучи тяжело больным, священник Луи-Шарль Винарт сразу же после воссоединения изъявил желание принять монашеский постриг, однако этому препятствовало его пребывание в браке. Бракоразводные процессы во Франции длились годами, поэтому было решено не дожидаться гражданского развода, а провести церковный развод. В конце января (по другим сведениям 5 февраля) 1937 года иеромонах Стефан (Светозаров) постриг прикованного к постели Винарта в монашество с именем Ириней.
2 декабря Винарт составил завещание, где назвал своим преемником в деле руководства общиной Люсьена Шамбо. Вторым своим ближайшим преемником Винарт считал Евграфа Ковалевского. В тот же день митрополит Елевферий (Богоявленский) принял в православие в качестве мирян винаровских клириков: Люсьена Шамбо, Вильгельма Карла Гарда и Франка (Франциска) Ламота. В течение последующих дней митрополит Елевферий рукоположил во священников Люсьена Шамбо, Вильгельма Карла Гарда, Петра Глазема.
5 февраля иеромонах Ириней был возведён в сан архимандрита. 7 февраля архимандрит Ириней в Вознесенской часовне во время литургии принял в православие 55 своих последователей, в том числе и свою бывшую жену, о которой было сказано, что для него она «остаётся сестрой».
4 марта 1937 года архимандрит Ириней скончался. Его бывшая жена Ивонн Виннарт оставалась прихожанкой православной общины западного обряда в Париже, которой руководил Евграф Ковалевский. До конца жизни она оставалась активной пропагандисткой идеи западного православия и была ближайшей помощницей Евграфа Ковалевского.